# Maurice Lampre
Maurice Lampre, né le 29 juin 1930 à Vendes, un hameau de Bassignac (Cantal) et mort le 21 mai 2001 à Onet-le-Château (Aveyron), est un coureur cycliste français, professionnel de 1955 à 1958.

## Palmarès
- 1954
  - 2e de Paris-Le Mont-Dore
- 1955
  - 4e étape du Critérium du Dauphiné libéré
  - 1re étape de Lyon-Montluçon-Lyon
  - 2e du Circuit du Cantal
  - 3e du Trophée des grimpeurs
  - 9e du Critérium du Dauphiné libéré
- 1956
  - 10ea étape du Tour d'Espagne (contre-la-montre par équipes)
  - 2e du Trophée des grimpeurs
- 1957
  - 8e étape du Tour de Normandie
  - 1re étape du Tour de l'Ariège
  - 2e du Trophée des grimpeurs
  - 3e des Boucles du Bas-Limousin
- 1961
  - Circuit du Cantal

## Résultats sur les grands tours

### Tour de France
3 participations
- 1955 : abandon (10e étape)
- 1956 : 67e
- 1957 : 38e

### Tour d'Espagne
1 participation
- 1956 : 37e , vainqueur de la 10ea étape (contre-la-montre par équipes)

### Tour d'Italie
1 participation
- 1958 : 36e